# Шёрнер, Фердинанд
Фе́рдинанд Шёрнер (нем. Ferdinand Schörner; 12 июня 1892, Мюнхен, Королевство Бавария, Германская империя — 2 июля 1973, Мюнхен, Бавария, ФРГ) — последний (по дате присвоения звания и по дате смерти) генерал-фельдмаршал армии нацистской Германии и единственный, кто дослужился в германской армии до этого высшего воинского звания, начав службу рядовым солдатом. Кавалер Рыцарского креста Железного креста с Дубовыми листьями, Мечами и Бриллиантами, а также множества других наград нацистской Германии.

## Биография
Фердинанд Шёрнер родился 12 июня 1892 года в Мюнхене в семье офицера полиции.
В октябре 1911 года был призван на военную службу, рядовым в лейб-гвардейском Баварском пехотном полку Германской имперской армии.
В 1913 году уволен в запас в звании вице-фельдфебель.

### В годы Первой мировой войны
С началом Первой мировой войны Фердинанд Шёрнер вернулся на военную службу в качестве вольноопределяющегося. В ноябре 1914 года получил временное звание лейтенанта (без патента). Официально звание лейтенанта получил в декабре 1917 года — в то время Шёрнер командовал 12-й ротой лейб-гвардейского Баварского пехотного полка Германской имперской армии, и был награждён высшим прусским военным орденом «Pour le Mérite» (орден «За заслуги») (05.12.1917) за отличие в битве при Капоретто. Ранее он уже был награждён Железными крестами обеих степеней, двумя баварскими орденами и одним австрийским орденом.
Первую мировую войну закончил в звании обер-лейтенанта, три раза был тяжело ранен.

### Между мировыми войнами
Остался на военной службе в рейхсвере. Участвовал в подавлении нацистского «Пивного путча» в 1923 году. К началу Второй мировой войны — полковник.

### Во время Второй мировой войны
Во время Второй мировой войны Фердинанд Шёрнер участвовал в Польской кампании вермахта 1939 года в должности командира 98-го горно-егерского полка, награждён планками к Железным крестам (повторное награждение). Участвовал во Французской кампании 1940 года. В Балканской кампании 1941 года командовал 6-й горной дивизией (генерал-майор), за прорыв греческой обороны («линии Метаксаса») 20 апреля 1941 года награждён Рыцарским крестом.
В 1942—1943 годах Шёрнер был командующим 19-м горным корпусом в Лапландии (генерал-лейтенант). С октября 1943 года командовал 40-м танковым корпусом на территории Украины (генерал горных войск). 17 февраля 1944 года награждён Дубовыми Листьями (№ 398) к Рыцарскому кресту.
С 7 апреля 1944 года был командующим группой армий «Южная Украина» (генерал-полковник), с 25 июля 1944 года — командующим группой армий «Север».
К 1944 году Шёрнер пользовался особым доверием Гитлера.
28 августа 1944 года награждён Мечами (№ 93) к Рыцарскому кресту с Дубовыми Листьями, а 1 января 1945 — награждён Бриллиантами (№ 23) к Рыцарскому кресту с Дубовыми Листьями и Мечами. С 16 января 1945 года Шёрнер назначен командующим группой армий «Центр». В конце войны, 5 апреля 1945 года, Гитлер присвоил Шёрнеру звание генерал-фельдмаршала. 30 апреля 1945 года был указан Гитлером в своём завещании как командующий сухопутными войсками в новом правительстве Деница.
После окружения Берлина, за несколько дней до его падения, исполняя приказ Гитлера, начал отвод войск в район Праги с намерением превратить город во «второй Берлин». 7 мая, после того, как войска ГА «Центр» были почти окружены к востоку от Праги, отдал приказ отступать на запад.
15 мая 1945 года взят в плен американскими войсками и в конце мая 1945 года передан советскому командованию.

### После войны
Содержался в Бутырской, Лефортовской и Владимирской тюрьмах. 11 февраля 1952 года Военная коллегия Верховного суда СССР приговорила Шёрнера к 25 годам заключения в советских лагерях. В апреле 1952 года указом Президиума Верховного Совета СССР приговор был сокращён до 12,5 лет заключения. 7 января 1955 года был отпущен в ФРГ.
В 1957 году мюнхенским судом был приговорён к 4,5 годам лишения свободы за вынесенные Шёрнером расстрельные приговоры подчинённым ему немецким солдатам за трусость и другие проступки. После отбытия наказания жил в безвестности в Мюнхене до своей смерти в 1973 году. Он стал последним живущим гитлеровским фельдмаршалом (незадолго до его смерти 10 июня скончался Эрих фон Манштейн).

## Критика
В мемуарах участников Восточной кампании вермахта встречаются неоднократные неодобрительные отзывы о Фердинанде Шёрнере, например:
«Генерал горных частей (егерей) Дитль, профессиональный до мозга костей офицер, как-то сказал о Шёрнере, что тому было бы лучше служить фельджандармом (которых солдаты именовали „цепными псами“), чем генералом. Это мнение широко разделялось в войсках, которые всё ещё были восприимчивы в том, что касалось их руководителей. Любопытно, что этот же самый генерал, не проявивший никакого понимания своих войск на фронте и бессердечно осудивший их на смерть своими приказами любой ценой удерживать неудерживаемые позиции, в конце войны попал в плен к американцам в одной альпийской хижине, куда он бежал в попытке уйти от ответа за свои дела после сдачи Германии. Когда он попал в плен, на нём был традиционный баварский альпийский костюм, который он выменял на свою униформу и золотой партийный значок. Лишь за несколько недель до этого он подверг массовым казням немыслимое количество своих солдат за подобные проявления трусости».

## Награды

### Германская империя[5]
- Железный крест (1914) 2-го класса (22 декабря 1914) (Королевство Пруссия)
- Железный крест (1914) 1-го класса (27 января 1917) (Королевство Пруссия)
- Крест «За военные заслуги» 3-го класса с воинским отличием (20 апреля 1916) (Австро-Венгрия)
- Орден «За военные заслуги» 4-го класса с мечами и короной (24 октября 1917) (Королевство Бавария)[6]
- Орден «Pour le Mérite» (5 декабря 1917) (Королевство Пруссия)
- Нагрудный знак «За ранение» (1918) в серебре

### Нацистская Германия[6]
- Медаль «За выслугу лет в вермахте» с 4-го по 2-й класс (2 октября 1936)
- Орден Короны Италии командорский крест (2 августа 1938) (Королевство Италия)
- Медаль «В память 13 марта 1938 года» (8 ноября 1938)
- Пряжка к Железному кресту (1939) 2-го класса (12 сентября 1939)
- Пряжка к Железному кресту (1939) 1-го класса (20 сентября 1939)
- Орден «Святой Александр» 2-го класса с мечами (15 июля 1941) (Царство Болгария)
- Орден Креста Свободы 1-го класса с дубовыми листьями (1 июня 1942) (Финляндия)
- Рыцарский крест Железного креста с дубовыми листьями, мечами и бриллиантами[7]
  - рыцарский крест (20 апреля 1941)
  - дубовые листья (№ 398) (17 февраля 1944)
  - мечи (№ 93) (28 августа 1944)
  - бриллианты (№ 23) (1 января 1945)
- Медаль «За зимнюю кампанию на Востоке 1941/42» (20 августа 1942)
- Золотой партийный знак НСДАП (30 января 1943)[8]
- Манжетная лента «Курляндия»
- Упоминание в Вермахтберихт (18 февраля 1944; 30 ноября 1944; 1 января 1945; 5 апреля 1945 и 9 мая 1945)